# Brachydeutera
Brachydeutera is een vliegengeslacht uit de familie van de oevervliegen (Ephydridae).

## Soorten
- B. argentata (Walker, 1852)
- B. ibari Ninomyia, 1929
- B. longipes Hendel, 1913
- B. neotropica Wirth, 1964
- B. sturtevanti Wirth, 1964